# Praia do Barbudo
A Praia do Barbudo está dentro da enseada de Parati, Araruama; com 700 m de extensão, com areia fofa e fina, águas calmas, mornas e transparentes, sendo um prolongamento da Praia do Coqueiral também localizada em Araruama; Nela também há uma grande concentração de banhistas; é palco de vários shows, principalmente no verão, além de abrigar vários quiosques. 
(Praia pertencente à Lagoa de Araruama)
- Localização: Parati, Araruama; há 3 km do Centro.